# 姜辛
姜辛 (1960年11月—)，金刚石薄膜领域专家，亚琛工业大学博士，中华人民共和国教育部长江学者讲座教授，锡根大学表面技术与材料工程研究所所长，主要从事薄膜生长设计与应用研究。